# METI

Послание METI

METI (англ. Messaging to Extra-Terrestrial Intelligence — послания внеземным цивилизациям) — попытки передачи межзвёздных посланий от человечества вероятным разумным существам за пределами Солнечной системы.

## Связь с программой SETI
В отличие от программы SETI (англ. Search for Extraterrestrial Intelligence — поиски внеземного разума), METI нацелена не на поиск чего-либо в небе, а на передачу сигналов в адрес предполагаемых «братьев по разуму».
Некорректно считать, что CETI (англ. Communication with Extraterrestrial Intelligence — связь с внеземным разумом) представляет собой комбинацию SETI+METI. Связь (communication) предполагает вступление в контакт, в то время как Поиск (SETI) и Передача (METI) — это лишь два взаимосвязанных процесса в попытках установления Контакта.

## Отправленные послания
Различают два вида межзвёздных посланий: вещественные и энергетические (радиопослания). Скорость передачи вещественных посланий такова, что ближайшая звезда может быть достигнута через несколько десятков тысяч лет. Поэтому очевидно, что наша цивилизация может рассчитывать на «общение» с внеземными цивилизациями только с помощью радиопосланий или при условии физического внедрения внеземной цивилизации по её инициативе.

### Вещественные межзвёздные послания
1. Пластинки Пионера
2. Золотая пластинка «Вояджера»[2]

### Межзвёздные радиопослания
1. Послание «Мир», «Ленин», «СССР» — 1962 г.[3]
2. Послание Аресибо — 1974 г. (один сеанс излучения к шаровому звёздному скоплению М13)[4][5]
3. Cosmic Call — 1999 г. (4 сеанса излучения к окрестным звёздам солнечного типа)[6]
4. Детское послание — 2001 г.  (6 сеансов излучения к окрестным звёздам солнечного типа)[7]
5. Cosmic Call — 2003 г.(5 сеансов излучения к окрестным звёздам солнечного типа)[8]
6. A Message From Earth — 2008 г. (один сеанс излучения к звезде Глизе 581)[9]

## Звёзды, к которым были отправлены послания
| Имя                                | Обозначение | Созвездие         | Отправлено       | Прибытие      | Послание            | Отправитель                                   |
| ---------------------------------- | ----------- | ----------------- | ---------------- | ------------- | ------------------- | --------------------------------------------- |
| Мессье 13 0 планет                 | NGC 6205    | Геркулес          | 16 ноября 1974   | прибл. 26974  | Послание Аресибо    | обсерватория Аресибо                          |
| 16 Cyg A                           | HD 186408   | Лебедь            | 24 мая 1999      | Ноябрь 2069   | Cosmic Call 1       | НЦУИКС                                        |
| 15 Sge                             | HD 190406   | Стрела            | 30 июня 1999     | Февраль 2057  | Cosmic Call 1       | НЦУИКС                                        |
|                                    | HD 178428   | Орёл              | 30 июня 1999     | Октябрь 2067  | Cosmic Call 1       | НЦУИКС                                        |
| Gl 777                             | HD 190360   | Лебедь            | 1 июля 1999      | Апрель 2051   | Cosmic Call 1       | НЦУИКС                                        |
|                                    | HD 197076   | Дельфин           | 29 августа 2001  | Февраль 2070  | Детское послание    | НЦУИКС                                        |
| 47 UMa 3 газовых гиганта           | HD 95128    | Большая Медведица | 3 сентября 2001  | Июль 2047     | Детское послание    | НЦУИКС                                        |
| 37 Gem                             | HD 50692    | Близнецы          | 3 сентября, 2001 | Декабрь 2057  | Детское послание    | НЦУИКС                                        |
|                                    | HD 126053   | Дева              | 3 сентября, 2001 | Январь 2059   | Детское послание    | НЦУИКС                                        |
|                                    | HD 76151    | Гидра             | 4 сентября, 2001 | Май 2057      | Детское послание    | НЦУИКС                                        |
|                                    | HD 193664   | Дракон            | 4 сентября, 2001 | Январь 2059   | Детское послание    | НЦУИКС                                        |
|                                    | HIP 4872    | Кассиопея         | 6 июля, 2003     | Апрель 2036   | Cosmic Call 2       | НЦУИКС                                        |
|                                    | HD 245409   | Орион             | 6 июля, 2003     | Август 2040   | Cosmic Call 2       | НЦУИКС                                        |
| 55 Cnc 5 планет 1 в зоне жизни     | HD 75732    | Рак               | 6 июля, 2003     | Май 2044      | Cosmic Call 2       | НЦУИКС                                        |
|                                    | HD 10307    | Андромеда         | 6 июля, 2003     | Сентябрь 2044 | Cosmic Call 2       | НЦУИКС                                        |
| 47 UMa                             | HD 95128    | Большая Медведица | 6 июля, 2003     | Май 2049      | Cosmic Call 2       | НЦУИКС                                        |
| Полярная звезда                    | HIP 11767   | Малая Медведица   | 4 февраля, 2008  | 2439          | Сквозь Вселенную    | Мадридский комплекс дальней космической связи |
| Gliese 581 3 планет 1 в зоне жизни | HIP 74995   | Весы              | 9 октября, 2008  | 2029          | Послание с Земли    | НЦУИКС                                        |
| Gliese 581                         | HIP 74995   | Весы              | 28 августа, 2009 | 2030          | Приветствие с Земли | Комплекс дальней космической связи в Канберре |

## Критика программы
Американский писатель и учёный Дэвид Брин, полагают, что посылка сигналов может привлечь к нам внимание недружественных инопланетян и привести к инопланетному вторжению. Также, астрофизик Стивен Хокинг предупреждал об опасности контакта с инопланетянами, сравнивая его с прибытием Колумба в Америку (с известными последствиями для коренных жителей). Поэтому они предлагают отложить посылку сигналов инопланетянам до того, как наша цивилизация станет более зрелой. 
Однако, сторонники METI возражают, что адресная посылка сигналов безопасна, поскольку продвинутые цивилизации, которые нам могли бы угрожать, и так о нас знают. Существует также соображение, что Земля с началом эпохи радио и телевидения уже стала мощным источником информации и, вероятно, давно привлекла бы «злых инопланетян», если бы они реально были злыми и им это было бы необходимо.

## Лже-METI
В последние годы появляются также проекты лже-METI («Pseudo-METI»), когда крупнейшие, 70-метровые антенны сети дальней космической связи НАСА, расположенные в Робледо-де-Чавела (Испания) и в окрестностях Канберры (Австралия), используются для организации шоу, имитирующих научно обоснованные проекты.